# Classements annexes de la coupe du monde masculine de basket-ball 2014
Voici les top 5 et top 10 dans différents domaines statistiques de la Coupe du monde de basket-ball masculin 2014.

## Joueurs

### Meilleurs marqueurs
|    | Nom du Joueur    | Pays                   | Pts/Match | Points | Matchs |
| -- | ---------------- | ---------------------- | --------- | ------ | ------ |
| 1  | José Juan Barea  | Porto Rico             | 22,0      | 110    | 5      |
| 2  | Andray Blatche   | Philippines            | 21,2      | 106    | 5      |
| 3  | Bojan Bogdanović | Croatie                | 21,2      | 127    | 6      |
| 4  | Pau Gasol        | Espagne                | 20,0      | 140    | 7      |
| 5  | Luis Scola       | Argentine              | 19,5      | 117    | 6      |
| 6  | Hamed Haddadi    | Iran                   | 18,8      | 94     | 5      |
| 7  | Yanick Moreira   | Angola                 | 17,8      | 89     | 5      |
| 8  | Gustavo Ayón     | Mexique                | 17,6      | 88     | 5      |
| -  | Francisco García | République dominicaine | 17,6      | 88     | 5      |
| 10 | Aron Baynes      | Australie              | 16,8      | 84     | 5      |

### Meilleurs passeurs
|    | Nom du Joueur         | Pays      | Passes/Match | Passes | Matchs |
| -- | --------------------- | --------- | ------------ | ------ | ------ |
| 1  | Petteri Koponen       | Finlande  | 5,8          | 29     | 5      |
| 2  | Xane d'Almeida        | Sénégal   | 5,3          | 32     | 6      |
| 3  | Ricky Rubio           | Espagne   | 5,1          | 36     | 7      |
| 4  | Eugene Jeter          | Ukraine   | 5,0          | 25     | 5      |
| 5  | Miloš Teodosić        | Serbie    | 4,4          | 40     | 9      |
| 6  | Samad Nikkhah Bahrami | Iran      | 4,4          | 22     | 5      |
| 7  | Facundo Campazzo      | Argentine | 4,3          | 26     | 6      |
| -  | Nikos Zisis           | Grèce     | 4,3          | 26     | 6      |
| 9  | Goran Dragić          | Slovénie  | 4,3          | 30     | 7      |
| 10 | Pablo Prigioni        | Argentine | 4,2          | 25     | 6      |

### Meilleurs rebondeurs
|    | Nom du Joueur     | Pays        | Rebonds/Match | Rebonds | Matchs |
| -- | ----------------- | ----------- | ------------- | ------- | ------ |
| 1  | Andray Blatche    | Philippines | 13,8          | 69      | 5      |
| 2  | Hamed Haddadi     | Iran        | 11,4          | 57      | 5      |
| 3  | Gorgui Dieng      | Sénégal     | 10,7          | 64      | 6      |
| 4  | Ioánnis Bouroúsis | Grèce       | 9,2           | 55      | 6      |
| 5  | Luis Scola        | Argentine   | 8,5           | 51      | 6      |
| 6  | Jonas Valančiūnas | Lituanie    | 8,4           | 76      | 9      |
| 7  | Ömer Aşık         | Turquie     | 8,4           | 59      | 7      |
| 8  | Yanick Moreira    | Angola      | 8,2           | 41      | 5      |
| 9  | Anderson Varejão  | Brésil      | 8,0           | 56      | 7      |
| 10 | Kenneth Faried    | États-Unis  | 7,8           | 70      | 9      |

### Meilleurs contreurs
|   | Nom du Joueur  | Pays         | Contres/Match | Contres | Matchs |
| - | -------------- | ------------ | ------------- | ------- | ------ |
| 1 | Lee Jong-hyun  | Corée du Sud | 2,6           | 13      | 5      |
| 2 | Pau Gasol      | Espagne      | 2,3           | 16      | 7      |
| 3 | Anthony Davis  | États-Unis   | 2,1           | 19      | 9      |
| 4 | Kim Jong-kyu   | Corée du Sud | 2,0           | 10      | 5      |
| 5 | Hamady N'Diaye | Sénégal      | 1,8           | 11      | 6      |

### Meilleurs intercepteurs
|   | Nom du Joueur   | Pays       | Interceptions/Match | Interceptions | Matchs |
| - | --------------- | ---------- | ------------------- | ------------- | ------ |
| 1 | Ricky Rubio     | Espagne    | 3,6                 | 25            | 7      |
| 2 | Mehdi Kamrani   | Iran       | 2,6                 | 13            | 5      |
| 3 | James Harden    | États-Unis | 2,1                 | 19            | 9      |
| 4 | Renaldo Balkman | Porto Rico | 2,0                 | 10            | 5      |
| 5 | Kyrie Irving    | États-Unis | 1,9                 | 17            | 9      |